# Volker Kitz
Volker Kitz (* 1975 in Bensheim) ist ein deutscher Schriftsteller und Jurist. Seine Bücher kamen auf Spiegel-Bestsellerlisten und wurden in mehr als zehn Sprachen übersetzt.

## Leben
Kitz wuchs in Heppenheim an der Bergstraße auf. Nach dem Abitur studierte er mit einem Stipendium der Studienstiftung des deutschen Volkes zunächst Theater-, Film- und Fernsehwissenschaft, Germanistik und Psychologie an der Universität zu Köln. Später wechselte er zur Rechtswissenschaft, die er mit beiden Staatsexamen abschloss. 2001/02 absolvierte er ein Masterstudium und einen Drehbuchkurs an der New York University und nahm Schauspielunterricht am Lee Strasberg Institute in New York City. Er erlebte dort die Terroranschläge vom 11. September 2001 aus nächster Nähe, was er in seinen Texten ebenso verarbeitet wie den frühen Verlust seiner Mutter durch einen Unfall. Sein Referendariat leistete er in der Abteilung für politische Strafsachen und in der Kammer für Presserecht am Landgericht Köln. Er promovierte über Grundlagen des europäischen Vertragsrechts und forschte am heutigen Max-Planck-Institut für Innovation und Wettbewerb. Aus dieser Zeit stammen seine wissenschaftlichen Texte zur internationalen Urheberrechts- und Netzpolitik. Er arbeitete als Lehrer an einer Schule in Kampala, Uganda, und in einem Pflegeheim in Bogotá, Kolumbien.
Während seines Studiums schrieb er fürs Fernsehen und veröffentlichte seine ersten Bücher. Für die Wochenzeitung Die Zeit schreibt er die Kolumne „Hochkonzentriert“. Daneben verfasste er Essays und andere Texte für die Frankfurter Allgemeine Zeitung, das Feuilleton der Frankfurter Allgemeinen Sonntagszeitung, Die Zeit, Die Welt und Der Spiegel. Seine Bücher wurden in zehn Sprachen übersetzt und sind in 30 Ländern erhältlich. Er ist regelmäßiger Gast im Radio und im Fernsehen und hält weltweit Lesungen und Vorträge. Er lebt in Berlin.

## Werk
Noch während des Studiums veröffentlichte Kitz die Bücher Spaghetti Shebanese und Das war die Mark im Eichborn Verlag, die zu Kultbüchern wurden. Später befasste er sich mit „kritischen Infrastrukturen“ in Recht, Psychologie und Arbeitswelt, wobei er immer wieder autobiografisch arbeitete. Heute schreibt er literarische Essays, die im Verlag Kiepenheuer & Witsch erscheinen.
2011 veröffentlichte Kitz mit Manuel Tusch das Buch Psycho? Logisch!, das als „Gebrauchsanleitung für Mitmenschen“ Phänomene der Zwischenmenschlichkeit erzählerisch ausleuchtet. Das Buch stand 23 Wochen auf der Spiegel-Bestsellerliste Taschenbuch Sachbuch. Es ist auch im Ausland sehr erfolgreich, vor allem in Südkorea.
In seinem 2016 veröffentlichten Buch Ich bin, was ich darf erkundet Kitz anhand der Grundsatzurteile des Bundesverfassungsgerichts „die großen Fragen von Recht und Gerechtigkeit“. Der Deutschlandfunk Kultur bezeichnete das Buch als „eine Reise in die Geschichte der Bundesrepublik, zu den Grenzen von Philosophie und Naturwissenschaften“. Die Süddeutsche Zeitung nannte es „packend erzählt und haarscharf argumentiert“. Das Buch erreichte Platz 17 der Spiegel-Bestsellerliste Paperback Sachbuch.
In seinem 2017 veröffentlichten Essay Feierabend! spricht sich Kitz für realistischere Erwartungen an den Beruf aus. Er möchte „den Blick wieder auf diejenigen lenken, die ihre Arbeit gut machen, statt sie nur gut zu finden“. In einem Fernsehinterview erklärte er: „Möchten Sie mit einem Piloten fliegen, der sagt, dieser Flug ist eine Herausforderung, oder von einer Ärztin Blut abgenommen bekommen, die sagt, das ist eine Herausforderung für mich? Wir wollen doch alle mit Menschen zu tun haben, die ihren Job routiniert machen.“ Die Frankfurter Allgemeine Zeitung nannte Kitz' Text „eine besonders steile, weil wenig konforme These“. Die taz bezeichnete ihn als „Buch mit Zukunft“ und „gute, in Teilen originelle Feierabendlektüre“. Das Buch kam in der ersten Woche nach Erscheinen als höchster Neueinsteiger mit Rang 12 in die Spiegel-Bestsellerliste Paperback Sachbuch und erreichte danach Platz 9.
2021 veröffentlichte er den literarischen Essay Konzentration. Das Buch kam noch vor Erscheinen auf die Longlist für den Preis als das Wissenschaftsbuch des Jahres 2022 und im Januar 2022 auf die Spiegel-Bestsellerliste. Ausgehend von seinen Erfahrungen in einem Schweigeseminar im Himalaja untersucht Kitz darin das Phänomen der schwindenden Konzentrationsfähigkeit anhand von Erkenntnissen aus Biologie, Psychologie, Philosophie und Kulturgeschichte. Nach Ansicht von Kitz verursacht Unkonzentriertheit „jährlich Milliardenschäden“ und gefährdet Ehen. Achim Schmitz-Forte nannte das Buch auf WDR 5 „existenziell wichtig“. In einer Fernsehsendung des ZDF äußerte Kitz, sein Ziel sei es, den Menschen Techniken zu vermitteln, um sich besser zu konzentrieren. So kommt Kitz etwa während der Mittagspause in Organisationen und Unternehmen und vermittelt in interaktiven Kurzvorträgen Erkenntnisse für bessere Konzentration.
2024 erschien sein literarischer Essay Alte Eltern bei Kiepenheuer & Witsch. Kitz verarbeitet darin die Demenzerkrankung seines Vaters und die gemeinsam verbrachte Zeit „und erkundet an ihr exemplarisch, was familiäre Verantwortung bedeutet“. Der Text fand große Beachtung im Feuilleton. So lobte Susanne Mayer in Die Zeit "die Schönheit des Textes", einen "Stil, der zugleich präzis und fein ist", und fragte: "Wie kann es sein, dass ein Buch mit dem Schreckensthema Demenz eine solche Bannkraft entfaltet?". Uli Jürgens hob in einer Besprechung auf Ö1 die „wunderbare Sprache“ und die „Poesie, die das Buch so besonders macht“ hervor und urteilte: „Wer dieses Buch aufschlägt, wird es nicht eher aus der Hand legen, bis auch die letzte Seite gelesen wurde.“ Jörg Thomann nannte es in einer Rezension in der Frankfurter Allgemeinen Zeitung „ein Buch, das uns Antworten abverlangt“. Andrea Gerk befand auf Deutschlandfunk Kultur: „Unheimlich viele Ebenen, ganz reich an Inhalt, ganz persönlich, fasst einen an.“ Sandro Benini schrieb im Tages-Anzeiger, das Buch besteche "durch seine nüchterne, präzise Sprache und das künstlerische Bewusstsein, wonach der Darstellung existenzieller Extremsituationen nichts angemessener ist als Sachlichkeit". Das Buch stieg nach Erscheinen auf Platz 13 der Spiegel-Bestsellerliste ein und wurde auf die Sachbuch-Bestenliste von ZDF, DIE ZEIT und Deutschlandfunk Kultur gewählt. Im Januar 2025 wurde es auf die Shortlist für den Evangelischen Buchpreis gewählt.

## Stipendien und Auszeichnungen
- 2025 Shortlist für den Evangelischen Buchpreis mit Alte Eltern
- 2024 Sachbuch-Bestenliste von ZDF, DIE ZEIT und Deutschlandfunk Kultur mit Alte Eltern
- 2022 Longlist für die Auszeichnung als Wissenschaftsbuch des Jahres mit Konzentration
- Studienstiftung des deutschen Volkes
- Hauser Global Scholar der New York University
- Deutscher Akademischer Austauschdienst
- Walter-Oppenhoff-Stiftung

## Veröffentlichungen (Auswahl)

### Literarische Essays
- Alte Eltern. Über das Kümmern und die Zeit, die uns bleibt, Kiepenheuer & Witsch. Köln 2024, ISBN 978-3-462-00435-9.
- Konzentration. Warum sie so wertvoll ist und wie wir sie bewahren, Kiepenheuer & Witsch. 2021, ISBN 978-3-462-00103-7.
- Meinungsfreiheit! Demokratie für Fortgeschrittene, S. Fischer. 2018, ISBN 978-3-596-70224-4.
- Feierabend! Warum man für seinen Job nicht brennen muss, S. Fischer. 2017, ISBN 978-3-596-29796-2.
- Ich bin, was ich darf: Wie die Gerechtigkeit ins Recht kommt – und was Sie damit zu tun haben, Droemer Knaur, 2016, ISBN 978-3-426-78782-3.

### Sachbücher
- Stimmt's oder hab ich Recht? Welche Gesetze Sie unbedingt kennen müssen, um nicht für dumm verkauft zu werden, Droemer Knaur, 2015, ISBN 978-3-426-78722-9.
- mit Manuel Tusch: Warum uns das Denken nicht in den Kopf will: Noch mehr nützliche Erkenntnisse der Alltagspsychologie, Heyne, 2013, ISBN 978-3-453-60291-5.
- Du machst, was ich will: Wie Sie bekommen, was Sie wollen – ein Ex-Lobbyist verrät die besten Tricks, Ariston, 2013, ISBN 978-3-424-20082-9.
- mit Manuel Tusch: Psycho? Logisch! Nützliche Erkenntnisse der Alltagspsychologie, Heyne, 2011, ISBN 978-3-453-60179-6.
- mit Manuel Tusch: Das Frustjobkillerbuch: Warum es egal ist, für wen Sie arbeiten, Heyne, 2010, ISBN 978-3-453-65011-4.
- Die 365-Tage-Freiheit: Ihr Leben ist zu wertvoll, um es mit Arbeit zu verbringen, Ariston, 2012, ISBN 978-3-424-20068-3.

### Frühe Kultbücher
- Spaghetti Shebanese – Delikate Gerichte aus Katzenfutter, Eichborn, 1998, ISBN 978-3-8218-3535-8
- Das war die Mark, Eichborn, 2001, ISBN 978-3-8218-3729-1

### Wissenschaftliche Texte
- ICANN May Be the Only Game in Town, But Marina del Rey Isn’t the Only Town on Earth: Some Thoughts on the So-Called “Uniqueness” of the Internet, Computer Law Review and Technology Journal 2004, 281–303
- The Difference Between Books and Chocolate Bars – How EC Treaty Art. 151 (4) Affects Community Actions, American Intellectual Property Law Association Quarterly Journal, 2004, 1–65.
- Private Peers – What Role Should Privacy Law Play in Learning the Identities of P2P Users? The European Case, Sixteenth Annual Conference on Intellectual Property Law & Policy, Fordham Intellectual Property Law Institute (Hrsg.), 2008
- Die Dauerschuld im Kauf: Interessen und Interessenschutz unter dem Einfluss der Europäischen Privatrechtsentwicklung, Nomos, 2005, ISBN 978-3-8329-0873-7